# Шдема
Шдема (ивр. שְׁדֵמָה‎) — мошав на юге центральной части Израиля. Расположен недалеко от Гедеры на прибрежной равнине. Административно мошав относится к региональному совету Гдерот. В 2020 году население деревни составляло 593 человека.

## История
Мошав был основан в 1954 году для приема иммигрантов в Израиль из Ирана. После того, как группа отказалась там жить, мошав был заселен городскими жителями, которые предпочли вести образ жизни сельскохозяйственного кооператива и прибыли в рамках движения «из города в деревню».
Слово «шдема» (שדמה), которое нечасто встречается в Танахе, означает «обработанное поле».
Первоначальным названием мошава было «Яфе-Ноф» (ивр. יפה נוף‎).

## Население
По данным Центрального статистического бюро Израиля, население на начало 2020 года составляло 593 человека.